# IncaMail
IncaMail ist der E-Mail-Dienst der Schweizerischen Post für den elektronischen Austausch schützenswerter Informationen oder Dokumente. IncaMail wird weltweit in integrierten Lösungen angeboten und ist vom Schweizerischen Justiz- und Polizeidepartement offiziell als sichere Zustellplattform anerkannt. Die Verschlüsselung erfolgt mittels einer proprietären Technologie (Secure Attached File Encryption).

## Technologie
IncaMail kann über das IncaMail-Webinterface oder als integrierte Lösung in den gängigsten E-Mail-Clients (z. B. MS Outlook, MS Office 365) oder Softwares (z. B. SAP, Abacus) genutzt werden. Die Datenverschlüsselung erfolgt mittels der patentierten SAFE-Technologie (Secure Attached File Encryption). Die SAFE-Technologie erlaubt es bestehende E-Mail-Adressen in der Kommunikation zu nutzen, es ist somit kein Schlüsselaustausch zwischen Sender und Empfänger nötig. Der Empfänger erhält eine von der Schweizerischen Post signierte E-Mail, in der sich die vertraulichen Informationen (inkl. beigefügte Dokumente) als verschlüsselter Anhang befinden. Diesen Anhang öffnet er direkt mit seinem IncaMail-Passwort im persönlichen Postfach (z. B. Gmail, Bluewin etc.). Das Verfahren stellt sicher, dass auf der Plattform IncaMail keine Daten gespeichert werden und Dritte die Inhalte der Nachrichten nicht einsehen können. Der Versand der IncaMail-Nachrichten wird von der Schweizerischen Post dokumentiert und ist jederzeit nachweisbar.

## Versandarten
IncaMail-Nutzern stehen drei unterschiedliche Versandarten zur Verfügung:

### Vertraulich
Beim vertraulichen Versand wird die Nachricht verschlüsselt an die Empfänger übermittelt. Der Sender erhält wahlweise eine Übermittlungsbestätigung via E-Mail. Der Empfänger muss sich zum Lesen der vertraulichen E-Mail nicht zwingend registrieren, sondern kann sich mit einem Sicherheitscode per E-Mail verifizieren. Empfänger mit Geschäftskundenvertrag erhalten die Nachricht als normale E-Mail über eine verschlüsselte Verbindung und können diese ohne weitere Vorkehrungen lesen.

### Persönlich
Beim persönlichen Versand wird die Nachricht verschlüsselt an die Empfänger übermittelt. Der Sender erhält wahlweise eine Übermittlungsbestätigung via E-Mail. Der Empfänger muss sich zum Lesen der persönlichen E-Mail einmalig registrieren und mindestens seine E-Mail-Adresse mittels Aktivierungscode verifiziert haben. Ist der Empfänger noch nicht auf IncaMail registriert, wird er dazu aufgefordert, sobald er die persönliche E-Mail öffnen will.

### Einschreiben
Beim eingeschriebenen Versand erhalten Sender und Empfänger digital signierte PDF-Quittungen, mit denen Versand und Empfang der Nachricht nachgewiesen werden können. Die Nachrichten müssen innerhalb einer 7-tägigen Frist vom Empfänger angenommen werden, andernfalls verfallen sie. Die Versandart kann im Rahmen der Schweizer Behördenkommunikation eingesetzt werden und entspricht den entsprechenden Gesetzgebungen.

## Funktionsweise
Incamail erlaubt keine Ende-zu-Ende-Verschlüsselung für Privatnutzer. Speziell bei der Nutzung der Incamail-App werden Nachrichten auf dem Endgerät des Senders verfasst und beim Senden lediglich TLS-verschlüsselt an Incamail übertragen. Incamail entschlüsselt die Mail sodann auf eigenen Servern und verschlüsselt die Mail danach mit einem nicht offen gelegten Verfahren neu. Hat der Empfänger einer Nachricht kein eigenes Incamail-Konto, wird eine Benachrichtigung an seine Mail-Adresse zugestellt und er kann von Incamail sodann einen PIN-Code zur Entschlüsselung anfordern. Der Pincode wird von Incamail an dieselbe E-Mail-Adresse gesendet, an die auch die verschlüsselte Nachricht versendet wurde. Der Betreff der Mail wird grundsätzlich unverschlüsselt übertragen und durch den Zusatz "(Secured by IncaMail)" ergänzt.

## Anwendungsbereiche

### Nutzung aus dem Onlinedienst
Der Onlinedienst von IncaMail richtet sich an Private und Kleinunternehmen (z. B. Anwälte), die vertrauliche Informationen oder Dokumente verschlüsselt und nachweisbar per E-Mail verschicken wollen. Über den IncaMail-Onlinedienst kann jede beliebige E-Mail-Adresse weltweit angeschrieben werden. Mit dem Basic Konto versenden Nutzer pro Monat zehn vertrauliche oder persönliche Nachrichten gratis, danach steht ihnen das kostenpflichtige Premium Konto zur Verfügung, mit dem unlimitiert verschlüsselt kommuniziert werden kann. Der Empfang von verschlüsselten E-Mails sowie die erstmalige Antwort sind bei beiden Konten immer kostenlos.

### Nutzung aus der Businesssoftware
IncaMail verfügt über flexible Schnittstellen und kann sehr einfach an verschiedenste Businesssoftware angebunden werden. In einer Vielzahl von HR-Anwendungen und Behördensoftware ist IncaMail bereits integriert und durch Geschäftskunden nutzbar. Diese versenden wichtige Dokumente per Knopfdruck direkt aus der Software an beliebige Empfänger.
Beispiele wichtiger Dokumente:
- Entgeltabrechnungen
- Zeitnachweise
- Lohnausweise
- Pensionskassenausweise
- Handelsregisterauszüge
- Steuerbescheide
- Gerichtsentscheide
- weiteres

IncaMail erfüllt die gesetzlichen Rahmenbedingungen, die bei der elektronischen Übermittlung von Lohnabrechnungen eingehalten werden müssen. Relevant sind v. a. das Datenschutzgesetz und die arbeitsrechtlichen Datenschutzvorschriften (Art. 328b OR). Bei der elektronischen Übermittlung von Lohnabrechnungen über das Internet müssen die betreffenden Daten gemäss Art. 7 Abs. 1 DSG durch angemessene technische und organisatorische Massnahmen gegen unbefugte Bearbeitungen geschützt werden.

### Nutzung aus dem E-Mail-Client
IncaMail kann an die E-Mail-Clients MS Outlook, Mozilla Thunderbird und HCL Notes angebunden werden. Für diese E-Mail-Clients stehen Add-ins zur Verfügung, mit denen der Sender verschlüsselt mit nur einem Knopfdruck aus der jeweiligen Anwendung kommunizieren kann. Mit einer Integration von IncaMail in den E-Mail-Client versenden Geschäftskunden vertrauliche Informationen und sensible Dokumente von ihrer gewohnten E-Mail-Infrastruktur ohne auf einen anderen E-Mail-Dienst wechseln zu müssen.
Beispiele vertraulicher Informationen und Dokumente:
- Verträge
- Strategiepapiere
- Offerten
- weiteres

## Datensicherheit und Zertifizierungen
Die Informationssicherheit von IncaMail basiert auf der zertifizierten Einrichtung eines Managementsystems für Informationssicherheit (ISMS) nach ISO/IEC 27001:2013 (Information Technology – Security Techniques – Information Security Management Systems – Requirements). IncaMail ist in der Schweiz gemäss den gesetzlichen Anforderungen staatlich als offiziell zugelassene Zustellplattform für den elektronischen Rechtsverkehr in Verfahren vor Gerichten und Behörden (E-Government) anerkannt. Die Akkreditierung als anerkannte Zustellplattform setzt nebst der Erfüllung von Anforderungen an die Architektur und technische Sicherheit auch die Erfüllung hoher betrieblicher Anforderungen (Informationssicherheit und IT Service Management) voraus. Die Schweizerische Post ist im Umgang mit Kundendaten an das Schweizerische Post- und Fernmeldegeheimnis gebunden und erfüllt mit IncaMail zum Beispiel auch das in der schweizerischen Bankenwelt, im Versicherungswesen oder in der Anwaltschaft vorgeschriebene Vertraulichkeitslevel (Bankengeheimnis, Effektenhändlergeheimnis, Versicherungsgeheimnis, Anwaltsgeheimnis). Die Revisionsgesellschaft KPMG bestätigt, dass der Betrieb der Plattform IncaMail die Anforderungen der Eidgenössischen Finanzmarktaufsicht FINMA, gemäss dem FINMA Rundschreiben 2008/7 «Outsourcing Banken» (revidiert Dezember 2012), erfüllt.

## Namensgebung
Die Buchstaben INCA stehen für die vier Sicherheitseigenschaften von IncaMail:
Integrity (Änderungsschutz): Die Nachrichten bleiben unverändert. Die Post CH AG stellt sicher, dass die Daten während des Transports nicht verändert werden.
Non-repudiability (Nicht-Abstreitbarkeit): Versand und Empfang der IncaMail-Nachrichten sind nachweisbar und werden bei IncaMail dokumentiert. Bei der Versandart Einschreiben erhält der Sender einen Nachweis als digital signierte Quittung mit Zeitstempel.
Confidentiality (Zugriffsschutz): Die Daten können von Dritten nicht eingesehen werden. IncaMail überträgt sämtliche Daten mittels verschlüsselter Verbindung.
Authentication (Fälschungsschutz): Die Benutzer sind durch die Angabe ihrer E-Mail-Adresse bzw. Postadresse bei der erstmaligen Registrierung und durch die Eingabe des entsprechenden Aktivierungscodes identifiziert.